# 第154师团
第154师团（Dai-hyakugojūyon Shidan）是日本帝国陆军的一个步兵师团。它的代号是护路兵团（Goji Heidan）。该师团于1945年2月28日在广岛组建。

## 行动
第154师团隶属第57军。该师从1945年5月5日到日本投降没有进行实战。